# آرپی اوسکانیان
آرپی رافائلی اوسکانیان (ارمنی: Արփի Ռաֆայելի Ոսկանյան؛ انگلیسی: Arpi Voskanyan زادهٔ ۵ فوریهٔ ۱۹۷۸)، شاعر و نثرنویس اهل ارمنستان است.

## زندگی‌نامه
وی در ۵ فوریه ۲۹۷۸ در استپاناوان به دنیا آمد و از انستیتو دولتی سینما و تئاتر ایروان و آکادمی دولتی هنرهای زیبای ارمنستان (۲۰۰۵) فارغ‌التحصیل گشت. وی عضو اتحادیه نویسندگان ارمنستان می‌باشد. 